# Gaglianico
Gaglianico – miejscowość i gmina we Włoszech, w regionie Piemont, w prowincji Biella.
Według danych na styczeń 2009 gminę zamieszkiwały 3924 osoby przy gęstości zaludnienia 872 os./1 km².